# Station Aylesbury
Aylesbury is een spoorwegstation in Aylesbury, Engeland. Het werd geopend in 1863 en is gelegen aan de London to Aylesbury Line.